# Eutrichota conscripta
Eutrichota conscripta este o specie de muște din genul Eutrichota, familia Anthomyiidae. A fost descrisă pentru prima dată de Huckett în anul 1944. Conform Catalogue of Life specia Eutrichota conscripta nu are subspecii cunoscute.